# Moses Waiswa
Moses Waiswa Ndhondhi (sinh ngày 20 tháng 4 năm 1997) là một cầu thủ bóng đá người Uganda thi đấu cho Vipers, ở vị trí tiền đạo.

## Sự nghiệp
Sinh ra ở Kampala, anh từng thi đấu bóng đá cho Växjö United và Vipers.
Anh ra mắt quốc tế cho Uganda năm 2017.